# Garry Mendes Rodrigues
Garry Mendes Rodrigues (wym. niderl. [gɑˈri mɛnˈdɛs rɔˈdrigɛs], wym. port. [ˈgaɾi ˈmẽdɨʃ ʁɔˈdɾiɣɨʃ]; ur. 29 listopada 1990 r. w Rotterdamie) – kabowerdeński piłkarz holenderskiego pochodzenia występujący na pozycji skrzydłowego lub ofensywnego pomocnika w tureckim klubie Fenerbahçe SK, na wypożyczeniu z Ittihad FC.

## Początki
Mendes Rodrigues urodził się w rodzinie emigrantów z Wysp Zielonego Przylądka w holenderskim Rotterdamie. Grę w piłkę nożną rozpoczął od najniższych szczebli wiekowych drużyny Spartaan’20. Następnie przez pięć lat występował w młodzieżowych drużynach Sparty Rotterdam, skąd – mimo zainteresowania ze strony skautów Ajaksu – trafił do szkółki Feyenoordu. W niej spędził kolejnych pięć lat, a jego kolegami z drużyny byli m.in. Jeffrey Bruma, Jerson Cabral, Jordy Clasie, Leroy Fer, Miquel Nelom, czy Kaj Ramsteijn.
W 2007 roku musiał opuścić akademię rotterdamskiego klubu, gdyż był – w opinii trenerów – zbyt niski, by zostać profesjonalnym piłkarzem. W efekcie trafił do młodzieżowej drużyny portugalskiego Real Sport Clube, satelickiego klubu Sportingu z Lizbony.

## Kariera klubowa
Osiągnąwszy wiek seniora, Rodrigues wrócił do Holandii, gdzie jednak nie mógł znaleźć profesjonalnego klubu. Ostatecznie w 2009 roku dołączył do XerxesDZB, amatorskiego klubu z Rotterdamu występującego w Eerste klasse – holenderskiej czwartej lidze. Sezon 2010/2011 spędził w Rostocker FC, drużynie z Verbandsligi, niemieckiej szóstej klasy rozgrywkowej. Po roku spędzonym za granicą, skrzydłowy wrócił do Holandii, gdzie został zawodnikiem lejdeńskiego FC Boshuizen (Eerste klasse). W żółtej koszulce Boshuizen Mendes Rodrigues w ciągu roku zanotował 24 bramki i 20 asyst. Wysoka forma – nawet jak na ligę amatorską – nie pozostała niezauważona. W styczniu 2012 roku urodzony w Rotterdamie zawodnik wziął udział w obozie treningowym pierwszoligowego ADO Den Haag.
Latem zdecydował się dołączyć do tego właśnie zespołu, mimo że zainteresowanie jego pozyskaniem wykazywała także Sparta. Dla Rodriguesa był to pierwszy zawodowy kontrakt w karierze, a jednocześnie pierwszy kontakt z profesjonalnym futbolem od czasu opuszczenia akademii Feyenoordu. Po niespełna dwóch tygodniach został jednak wypożyczony do FC Dordrecht, drużyny z Eerste divisie. W ciągu pół roku strzelił pięć bramek w 20 meczach ligowych.
Na początku lutego Mendes Rodrigues przeszedł do bułgarskiego klubu Lewski Sofia. Wartość transferu szacowano wówczas na 300 tys. euro, z czego 100 tys. miało trafić na konto Dordrecht, zaś pozostałe 200 tys. do ADO. Zawodnik podpisał obowiązujący 2,5 roku kontrakt. W barwach Lewskiego zadebiutował 3 marca 2013 r. w ligowym spotkaniu z Czernomorcem Burgas, zaś we wszystkich rozgrywkach do końca sezonu wystąpił w 19 meczach, strzelając 7 bramek. Klub z „niebieskiej części” Sofii zakończył zmagania ligowe na drugim miejscu, punkt za Łudogorcem Razgrad. Lewski dotarł też do finału pucharu Bułgarii, w którym Rodrigues strzelił w końcówce spotkania wyrównującą bramkę, jednak w serii rzutów karnych lepsi okazali się gracze Beroe Stara Zagora. Nowy sezon zespół rozpoczął w lipcu od I rundy kwalifikacyjnej ligi Europy, jednak przegrali dwumecz z kazachskim Irtyszem Pawłodar. W rundzie jesiennej Garry Rodrigues był jednym z najlepszych zawodników swojej drużyny, zdobywając 14 bramek w 28 meczach.
W styczniowym okienku transferowym Rodrigues wzbudzał zainteresowanie kilku klubów z zachodniej Europy. Sam zawodnik odrzucił możliwość odbycia testów w angielskim West Hamie, gdyż londyński klub nie mógł zagwarantować młodemu skrzydłowemu przedstawienia propozycji kontraktu. Nieco później na pozyskanie Rodriguesa zdecydował się beniaminek hiszpańskiej Primera División – Elche CF. Jednak z uwagi na ograniczenia finansowe nałożone na klub przez organizatora ligi Elche nie było w stanie wyłożyć odpowiedniej kwoty. W efekcie kartę zawodnika z bułgarskiego klubu wykupiła grupa Promoesport składająca się m.in. z funduszu inwestycyjnego i agencji piłkarskiej. Garry Rodrigues został oficjalnie zarejestrowany jako zawodnik trzecioligowego Gimnàsticu Tarragona, którego udziałowcem był właśnie Promoesport. Ostatecznie gracz trafił do Elche w ramach „bezpłatnego” wypożyczenia, które z końcem sezonu – pod warunkiem utrzymania się franjiverdes w ekstraklasie – przekształcić się ma w czteroletnią umowę stałą. W wyniku transakcji klub ze Wspólnoty Walenckiej nabył „70% praw ekonomicznych” zawodnika, pozostałe 30% pozostawiając w rękach grupy Promoesport. Wartość transferu oszacowano na 600 tys. euro. W sezonie 2013/2014 Elche utrzymało się w najwyższej lidze Hiszpanii, w związku z czym umowa transferu definitywnego weszła w życie. W kolejnym sezonie Elche zakończyło zmagania na 13. miejscu, jednak decyzją LFP zostało zdegradowano do Segunda División, za zaległości finansowe. 31 lipca 2015 roku, Rodrigues rozwiązał za porozumieniem stron swoją umowę z Elche.
4 sierpnia 2015 PAOK FC poinformował na swojej stronie o podpisaniu kontraktu z kabowerdeńskim zawodnikiem. 23 września 2015 roku w trakcie derbowego starcia z AEK Ateny zdobył debiutanckiego gola w nowych barwach, a sezon zakończył z siedmioma bramkami co dało mu trzecie miejsce wśród najlepszych strzelców PAOK-u w całym sezonie. W styczniu 2017 roku został zawodnikiem Galatasaray SK. W sezonie 2017/2018 wraz ze swoim klubem zdobył mistrzostwo Turcji, w czym miał wydatny udział zdobywając 9 bramek i 10 asyst w całym sezonie. 6 stycznia 2019 roku przeszedł do klubu z Arabii Saudyjskiej - Ittihad FC. Kwota transferu wyniosła 10,25 miliona dolarów. W lidze saudyjskiej zadebiutował 29 stycznia 2019 roku, a w sezonie 2018/2019 rozegrał łącznie 9 meczów w których zdobył jedną bramkę. Na kolejny sezon nie znalazł się wśród zgłoszonych obcokrajowców i został wypożyczony na dwa lata do Fenerbahçe SK.

### Statystyki
Aktualne na dzień 23 maja 2015 r. Obejmują wyłącznie występy w ligach zawodowych.
| 2012/13            | Dordrecht (wyp.)   | Eerste divisie     | 20 | 5  | 3  | 0 | — | — | — | — | 23  | 5  |
| 2012/13            | Lewski             | A PFG              | 14 | 3  | 5  | 4 | — | — | — | — | 19  | 7  |
| 2013/14            | Lewski             | A PFG              | 22 | 11 | 4  | 3 | — | — | 2 | 0 | 28  | 14 |
| 2013/14            | Elche CF (wyp.)    | Primera División   | 10 | 1  | 0  | 0 | — | — | — | — | 10  | 1  |
| 2014/15            | Elche CF (wyp.)    | Primera División   | 31 | 2  | 1  | 0 | — | — | — | — | 32  | 2  |
| Łącznie w karierze | Łącznie w karierze | Łącznie w karierze | 97 | 22 | 13 | 7 | 0 | 0 | 2 | 0 | 112 | 29 |

## Kariera reprezentacyjna
W lutym 2013 roku w wywiadzie dla portalu Criolosport Rodrigues przyznał, że chciałby zagrać dla Tubarões Azuis, reprezentacji Republiki Zielonego Przylądka. Pierwsze powołanie otrzymał w sierpniu tego samego roku na mecz towarzyski z Gabonem, w którym zmienił Djaniny’ego. Następnie znalazł się w składzie na mecz eliminacji Mistrzostw Świata z Tunezją, jednak całe spotkanie przesiedział na ławce rezerwowych. Pod koniec grudnia wyszedł w podstawowym składzie w meczu towarzyskim z nieuznawaną przez FIFA reprezentacją Katalonii i asystował przy jedynej bramce swojej drużyny. 6 września 2014 roku zdobył pierwszą bramkę w kadrze w spotkaniu eliminacji do Pucharu Narodów Afryki. Rok później znalazł się w kadrze na turniej finałowy.

## Życie osobiste
Jest kuzynem Jersona Cabrala, młodzieżowego reprezentanta Holandii, razem z którym występował w szkółce Feyenoordu.